# Midi, Maxi & Efti
Midi, Maxi & Efti foi um grupo musical sueco do início dos anos 90 com influências africanas. Seus dois maiores sucessos foram "Bad Bad Boys" e "Ragga Steady".
A banda consistia das duas irmãs gêmeas Midi e Maxi Berhanu e sua amiga Freweyni "Efti" Teclehaimanot, todas elas nascidas em 1976. Midi e Maxi eram refugiadas da Etiópia e imigraram para a Suécia com seus pais em 1985. Efti nasceu em um campo de refugiados na Eritréia e também chegou à Suécia em 1985. As três meninas se encontraram no subúrbio de Akalla, em Estocolmo.